# Schnabeltier
Das Schnabeltier (Ornithorhynchus anatinus, englisch platypus) ist ein eierlegendes Säugetier aus Australien. Es ist die einzige lebende Art der Familie der Schnabeltiere (Ornithorhynchidae). Zusammen mit den vier Arten der Ameisenigel bildet es das Taxon der Kloakentiere (Monotremata), die sich stark von allen anderen Säugetieren unterscheiden.

## Merkmale

### Allgemeines
Der Körperbau des Schnabeltiers ist flachgedrückt und stromlinienförmig, es hat gewisse Ähnlichkeiten mit einem flach gebauten Biber und hat auch einen vergleichsweise platten Schwanz. Der Körper und der Schwanz sind mit braunem, wasserabweisendem Fell bedeckt. Die Füße tragen Schwimmhäute. Die Körperlänge der Schnabeltiere beträgt rund 30 bis 40 Zentimeter, der Schwanz, der als Fettspeicher verwendet wird, ist 10 bis 15 Zentimeter lang. Schnabeltiere erreichen ein Gewicht von 0,5 bis 2,5 Kilogramm, wobei Männchen rund ein Drittel größer als Weibchen werden. Wie bei allen Kloakentieren münden bei den weiblichen Tieren beide Ausscheidungs- und die Geschlechtsorgane in einer gemeinsamen Öffnung, der „Kloake“; die Männchen haben einen an der Spitze gespaltenen Penis, der ausschließlich der Abgabe des Samens dient.
|                            |                | Nord- queensland | Südost- queensland | New South Wales             | New South Wales | New South Wales |
| östlich der Dividing Range | Dividing Range | Nord- queensland | Südost- queensland | westlich der Dividing Range |                 |                 |
| -------------------------- | -------------- | ---------------- | ------------------ | --------------------------- | --------------- | --------------- |
| Gesamt- länge              | Männchen       | 44,1 cm          | 49,3 cm            | 50,5 cm                     | 47,4 cm         | 54,9 cm         |
| Gesamt- länge              | Weibchen       | 41,0 cm          | 43,8 cm            | 41,5 cm                     | 40,3 cm         | 47,0 cm         |
| Gewicht                    | Männchen       | 1018 g           | 1556 g             | 1434 g                      | 1379 g          | 2215 g          |
| Gewicht                    | Weibchen       | 0704 g           | 1222 g             | 0857 g                      | 0888 g          | 2000 g          |

Im Vergleich mit anderen Säugetieren ist die Körpertemperatur des Schnabeltieres mit rund 32 Grad Celsius sehr niedrig. Ob dieses Faktum typisch für eierlegende Säugetiere war oder eine spezielle Anpassung an die Lebensweise darstellt, lässt sich aufgrund der wenigen überlebenden Arten der Kloakentiere kaum beantworten.

### Kopf und Schnabel

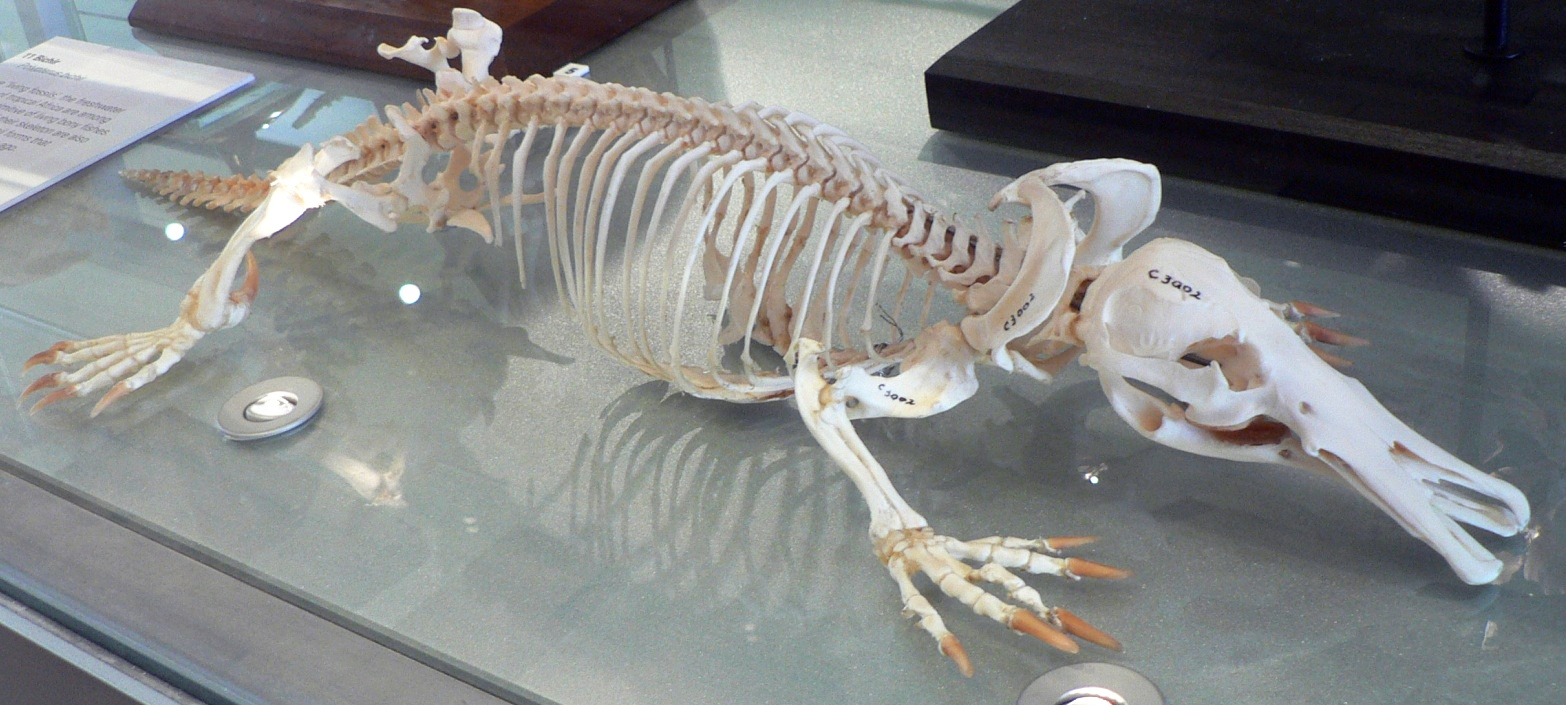
Skelett eines männlichen Schnabeltieres

Der deutsche Name des Tieres deutet sein auffälligstes Kennzeichen bereits an, den biegsamen Schnabel, der in der Form dem einer Ente ähnelt und dessen Oberfläche etwa die Beschaffenheit von glattem Rindsleder hat. Erwachsene Schnabeltiere haben keine Zähne, sondern lediglich Hornplatten am Ober- und Unterkiefer, die zum Zermahlen der Nahrung dienen. Bei der Geburt besitzen die Tiere noch dreispitzige Backenzähne, verlieren diese jedoch im Laufe ihrer Entwicklung. Um den Schnabel effektiv nutzen zu können, ist die Kaumuskulatur der Tiere modifiziert. Die Nasenlöcher liegen auf dem Oberschnabel ziemlich weit vorn; dies ermöglicht es dem Schnabeltier, in weitgehend untergetauchtem Zustand nach dem „Schnorchel“-Prinzip zu atmen. Der Bau des Unterkiefers zeigt Ähnlichkeiten mit reptilienartigen Vorfahren. Im Gegensatz zu diesen sind die drei Gehörknöchelchen (Hammer, Amboss und Steigbügel), die bei Reptilien Teile des Kiefers bilden, allerdings fix im Schädel integriert. Dabei handelt es sich um ein Merkmal, das alle Säugetiere gemeinsam haben. Die Ohröffnung befindet sich jedoch im Vergleich zu anderen Säugern sehr nahe am Unterkiefer. Auch haben Schnabeltiere im Unterschied zu allen anderen Säugetieren zusätzliche Knochen im Schultergürtel.

### Giftsporne

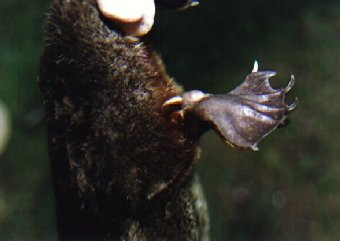
Hinterfuß eines Schnabeltiers mit Giftsporn

Die männlichen Schnabeltiere gehören zu den wenigen giftigen Säugetieren. Sie haben rund 15 Millimeter lange Giftsporne in Knöchelhöhe an den Hinterbeinen. Diese scheiden ein Gift aus, das in Drüsen im Hinterleib produziert wird. Weibliche Tiere haben bei ihrer Geburt ebenfalls Spornanlagen, verlieren diese jedoch im ersten Lebensjahr. Da das Gift nur während der Paarungszeit produziert wird, nimmt man an, dass es in erster Linie bei Kämpfen um ein paarungsbereites Weibchen eingesetzt wird.
Das Gift enthält ein Peptid, das aminoterminal dem C-type natriuretic peptide (CNP, ein vasodilatatives Peptid mit bloß indirekt natriuretischer Wirkung) homolog ist. Weitere fünf Proteine und Peptide wurden im Gift des Schnabeltieres identifiziert: defensin-like peptide (DLPs), Ornithorhynchus venom C-type natriuretic peptide (OvCNPs), Ornithorhynchus nerve growth factor, Hyaluronidase und l-to-d-peptide Isomerase. Das Gift ist für Menschen nicht tödlich, verursacht aber sehr schmerzhafte Schwellungen, die auch mit hohen Dosen an Morphium kaum zu lindern sind und mehrere Monate bestehen können. Aus der Zeit, als die Tiere noch wegen des Schnabeltierfells gejagt wurden, gibt es Berichte, wonach Hunde, die angeschossene Tiere fangen sollten, durch das Gift starben. Wie das Gift auf andere Schnabeltiere wirkt, ist nicht bekannt; da es aber nicht zur Verteidigung gegenüber Fressfeinden, sondern bei Rivalenkämpfen eingesetzt wird, ist seine Wirkungsweise vermutlich nicht auf den Tod, sondern auf Verletzung ausgelegt.

### Karyotyp und Genom
Das Genom des Schnabeltiers ist innerhalb des Zellkerns in 21 Autosomen und 10 Geschlechtschromosomen sowie im Genom des Mitochondriums organisiert.
2004 wurde eine weitere Besonderheit des Schnabeltiers entdeckt: Es besitzt 10 Geschlechtschromosomen, die Weibchen 10 X-Chromosomen und die Männchen 5 X- und 5 Y-Chromosomen, während die meisten anderen Säugetierarten (einschließlich des Menschen) derer nur zwei haben (XX im weiblichen und XY im männlichen Individuum). In manchen Aspekten ähnelt das Chromosomensystem dieser Tiere dem der Vögel, die sich jedoch unabhängig von den Säugern entwickelten.
Das vollständige Genom eines weiblichen Tiers aus New South Wales wurde erstmals 2007 analysiert; es besteht aus 1.995.607.322 Basenpaaren. Die genaue Anzahl der Gene (zunächst auf 18.600 geschätzt) ist noch unbekannt. Das Schnabeltier teilt unter anderem typische Proteine der Milchproduktion mit anderen Säugetieren, besitzt jedoch auch spezielle, mit der Fortpflanzung durch Eier assoziierte Gene. Die Giftproteine des Schnabeltieres entwickelten sich unabhängig vom Giftsystem der Reptilien (Toxicofera). Auffallend ist ein großer Anteil von Genen, die für Rezeptor-Proteine zur geruchlichen Wahrnehmung unter Wasser codieren.

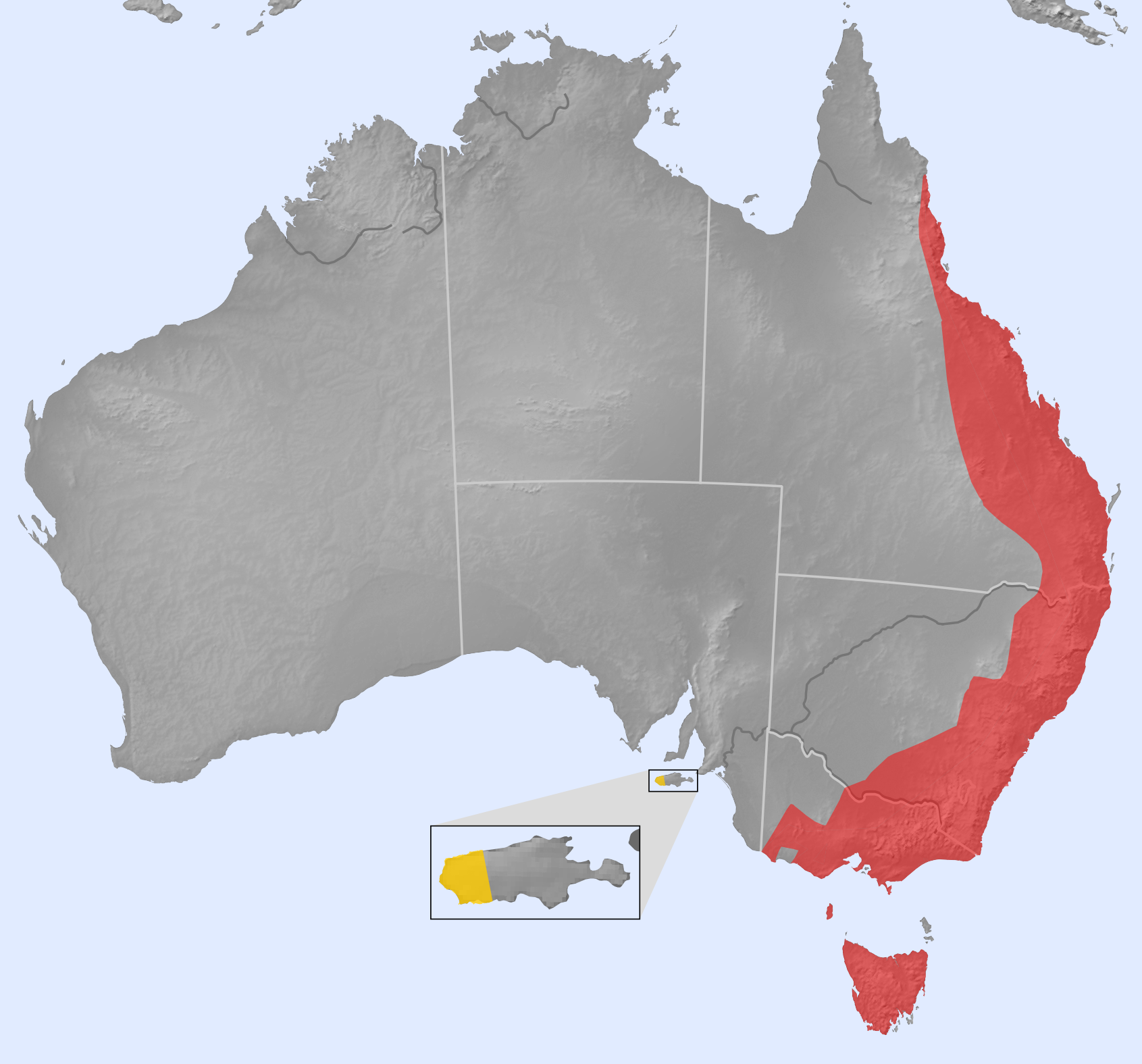
Verbreitungsgebiet:
Beheimatet
Angesiedelt

Das Genom eines männlichen Tieres (mit den bis dato noch nicht sequenzierten Y-Chromosomen) wurde 2021 veröffentlicht. Die 5 X- und 5 Y-Chromosomen (X1Y1 bis X5Y5) sind in einem Ring organisiert, der im Laufe der Monotrematen-Evolution in Stücke auseinandergebrochen zu sein scheint. Keines ist homolog zu einem der Geschlechtschromosomen der Plazentalier (wie Mensch und Maus). Bei Ameisenigeln wurden nur 9 Geschlechtschromosomen gefunden.
Die bisherigen Befunde zu den Genen für die Dotter- und Milchproduktion wurden bestätigt und erweitert: Neben den Casein-Genen, die denen der Plazentalier (wie Mensch und Rind) entsprechen, gibt es offenbar weitere, deren Funktion bis zum Zeitpunkt der Veröffentlichung nicht geklärt werden konnte.
Von den drei Genen, die bei Reptilien inklusive Vögeln für die Dotterproduktion verantwortlich sind (den Vitellogenin-Genen), gibt es bei Schnabeltieren nur noch eines, das funktional ist.
Vier für die Zahnentwicklung nötige Gene fehlen, schließlich hat das Schnabeltier keine Zähne. Das Gen für das Gift der Männchen scheint homolog zu Genen des Immunsystems anderer Säuger zu sein; bei den Ameisenigeln ging es im Laufe ihrer Entwicklung offenbar verloren.

## Verbreitung
Schnabeltiere bewohnen Süßwassersysteme des östlichen und südöstlichen Australien. Sie bevorzugen saubere stehende oder fließende Gewässer. Ihr Verbreitungsgebiet erstreckt sich über die Bundesstaaten Queensland, New South Wales, Victoria und die Insel Tasmanien. Auf der Känguru-Insel wurden sie erfolgreich angesiedelt.

## Lebensweise

### Allgemeines
Schnabeltiere sind nachtaktive Einzelgänger. Sie können ausgezeichnet schwimmen und verbringen den Großteil ihres Lebens im Wasser. Unter Wasser werden sowohl die Augen als auch die Ohröffnungen geschlossen. Zur Vorwärtsbewegung unter Wasser paddeln sie mit den Vorderbeinen, während die Hinterbeine und der flache Schwanz zur Steuerung dienen. Wenn sie sich nicht im Wasser befinden, ziehen sie sich in Erdbaue zurück. Diese sind meist an Uferböschungen gelegen, der Eingang befindet sich knapp über der Wasseroberfläche und ist durch Pflanzen verborgen. Schnabeltiere graben ihre Baue mit den kräftigen Vorderpfoten, wobei sie die Schwimmhäute nach oben klappen können. Eine Besonderheit stellt hierbei auch der Einsatz ihres breiten Schwanzes als Transportmedium dar, unter den Schnabeltiere Baumaterial wie Zweige klemmen können und diese so eingerollt zum Bau befördern, wobei der Schnabel auf dem Weg für andere Aufgaben frei bleibt. Sie haben meist mehrere Baue, die sie abwechselnd benutzen. Bei kaltem Wetter fallen Schnabeltiere manchmal für mehrere Tage in eine Kältestarre, den so genannten Torpor. Falls erforderlich, können sich Schnabeltiere an Land unerwartet zügig fortbewegen. Dabei sind jeweils das linke Vorder- und rechte Hinterbein bzw. das rechte Vorder- und linke Hinterbein in der Bewegung exakt synchron; dieser Kreuzgang ist auch von vielen Echsen bekannt.

### Ernährung

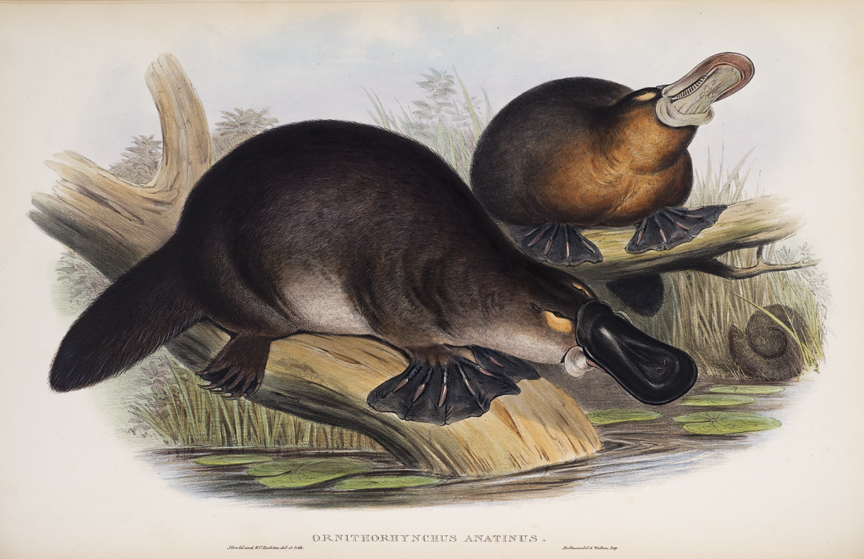
Darstellung aus dem 19. Jahrhundert

Schnabeltiere sind Fleischfresser, ihre Nahrung besteht vorwiegend aus Krabben, Insektenlarven und Würmern. Sie suchen ihre Nahrung unter Wasser. Dazu holen sie tief Luft und tauchen unter; auf diese Weise können sie rund zwei Minuten unter Wasser bleiben. Sie finden ihre Nahrung im Wasser schwimmend oder indem sie mit ihrem Schnabel im Schlamm wühlen oder Steine damit umdrehen.
Während die Augen unter Wasser geschlossen sind, verwenden Schnabeltiere Elektrorezeptoren und Mechanorezeptoren am Schnabel, um Beute zu finden. Diese Sensoren zählen zu den wirksamsten unter allen Säugetieren. Mit Hilfe ihrer Elektrorezeptoren können sie die schwachen elektrischen Felder fühlen, die bei der Muskelbewegung der Beutetiere entstehen; die Tastkörperchen reagieren auf feinste Wellenbewegungen. Da beide Wahrnehmungsfunktionen eng miteinander gekoppelt sind, können Schnabeltiere anhand des Zeitunterschieds zwischen elektrischem und taktilem Impuls den Aufenthaltsort und die Entfernung der Beutetiere genau bestimmen und zielgenau zuschnappen. Drei Variablen sind von essentieller Bedeutung für das Ausmachen der Beute: die Stärke der elektrischen Ausgangssignale, die Ausbreitung der Signale im Wasser und die Sensibilität des Schnabeltiers. Eine Amplituden- und Frequenzanalyse ergab, dass sich die jeweiligen Werte nach Beutetieren stark unterscheiden: So wird der Wurm Lubricus ssp. bei einer Amplitude von 3 μV/cm bei gleichwertiger Frequenz von (3 Hz) und Riesenwanzen (Belostomatidae) bei einer Amplitude von 800 μV/cm und einer Frequenz von 20 Hz gejagt. Damit haben Schnabeltiere ein effizientes Suchsystem entwickelt, dessen genaue Einzelheiten allerdings bis heute nicht völlig geklärt sind. Haben sie Nahrung gefunden, wird diese in Backentaschen verstaut und erst gefressen, nachdem die Tiere zur Oberfläche zurückgekehrt sind.

### Fortpflanzung
Außerhalb der Paarungszeit leben Schnabeltiere einzelgängerisch. Zur Paarung, die im australischen Spätwinter oder Frühling (Juli bis Oktober) erfolgt, nähert sich das Weibchen dem Männchen und streift immer wieder sein Fell, danach packt das Männchen mit seinem Schnabel den Schwanz des Weibchens und sie schwimmen im Kreis. Die Paarung erfolgt ebenfalls im Wasser, indem das Männchen seinen Penis in die weibliche Kloake einführt. Zur Aufzucht der Jungen gräbt das Weibchen größere, manchmal bis zu 20 Meter lange Erdbaue. Den „Kessel“ am Ende polstert es mit weichen Pflanzenteilen aus. Zum Transport wird das Nistmaterial mit dem unter den Rumpf geklappten Schwanz eingeklemmt. Rund 12 bis 14 Tage nach der Begattung legt das Weibchen meist drei weiße, weiche Eier. Mit ihrem großen Dotter und der pergamentartigen Schale ähneln diese mehr Reptilien- als Vogeleiern. Die Eier werden rund 10 Tage lang bebrütet; die Jungtiere kommen nackt und mit geschlossenen Augen aus dem Ei und sind rund 25 Millimeter groß. Nach dem Schlüpfen werden sie mit Muttermilch ernährt, die von Drüsen im Brustbereich (umgebildete Schweißdrüsen), dem Milchfeld, abgesondert wird. Da die Weibchen keine Zitzen haben, lecken die Jungen die Milch aus dem Fell der Mutter. Das Männchen beteiligt sich nicht an der Aufzucht. Die Jungtiere bleiben etwa fünf Monate im mütterlichen Bau, werden jedoch auch danach noch von der Mutter ernährt.
Schnabeltiere erreichen die Geschlechtsreife mit rund zwei Jahren. Das höchste bekannte Alter eines Exemplars in Gefangenschaft betrug 17 Jahre, die Lebenserwartung in der freien Natur ist nicht bekannt; Schätzungen belaufen sich auf fünf bis acht Jahre.

### Natürliche Feinde
Zu den natürlichen Feinden der Schnabeltiere gehören der Murray-Dorsch, große Greifvögel, der Buntwaran und Rautenpythons; auch eingeschleppte Raubtiere wie Rotfüchse machen gelegentlich Jagd auf Schnabeltiere. Die Goldbauch-Schwimmratte, die in Körperbau und Lebensweise dem Schnabeltier ähnelt, bezieht manchmal deren Baue und verzehrt Jungtiere.

## Schnabeltiere und Menschen
Nach einer Legende der Aborigines sind Schnabeltiere die Nachkommen eines Entenweibchens und eines Schwimmrattenmännchens. Von der Mutter haben sie demnach den Schnabel und die Schwimmhäute an den Füßen, vom Vater das braune Fell.

“A disbeliever in anything beyond his own reason, might exclaim: Surely two distinct creators must have been at work.”

„Glaubt jemand nur seinem eigenen Verstande, könnte er ausrufen: Gewiss müssen hier zwei verschiedene Schöpfer am Werk gewesen sein.“

### Forschungsgeschichte

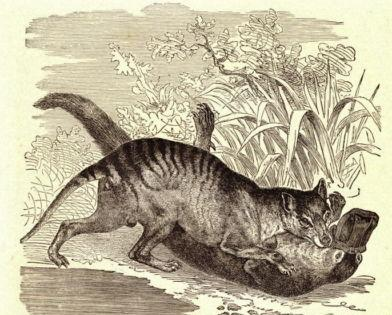
Ein Beutelwolf attackiert ein Schnabeltier, Illustration aus Cassell’s Natural History (1854)

Im späten 18. Jahrhundert sahen die ersten europäischen Siedler diese Tiere. Als sie ein Fell nach London schickten, hielt man es dort zunächst für einen Scherz, für das Werk eines geschickten Präparators. Die erste wissenschaftliche Beschreibung der Tiere wurde im Jahr 1799 von George Shaw in London vorgenommen. Er stützte seine Untersuchung auf einen Balg und ein paar Zeichnungen, die ihm vermutlich von Captain John Hunter von der Königlichen Marine nach England geschickt wurden, der als Gouverneur der Strafkolonie in New South Wales lebte. Dennoch war Shaws Erstbeschreibung erstaunlich zutreffend. Später begannen sich Biologen für das Tier zu interessieren. Die Erforschung der Schnabeltiere war, weil sie sich nur äußerst schwer in menschlicher Gefangenschaft halten ließen, erschwert, und erst zu Beginn des 20. Jahrhunderts wurden Details über ihre Fortpflanzung bekannt.

### Bedrohungsstatus
Bis zum Beginn des 20. Jahrhunderts wurden Schnabeltiere wegen ihres Felles gejagt. In manchen Regionen Australiens, zum Beispiel in South Australia, sind sie verschwunden, in anderen durch menschliche Besiedlung und Flussregulierungen selten geworden. Wie auch für andere Tierarten stellen scharfsehnige Fangnetze und blockierende Köcher für Schnabeltiere eine besondere Gefahr dar, da sie sich darin verfangen und verletzen können und diesen Hindernissen beim Durchqueren ihres natürlichen Lebensraumes oft nicht ausweichen können. Diese Risiken können durch den Einsatz tier- und umweltverträglicher Fischereimethoden reduziert werden. Schnabeltiere bevorzugen sauberes Wasser und meiden menschliche Nähe generell; dennoch findet man sie manchmal bei menschlichen Siedlungen, während sie in Gewässern, die ihnen eigentlich behagen müssten, nicht vorkommen.
Schnabeltiere sind heute vollständig geschützt; aufgrund ihrer Ansprüche an den Lebensraum werden sie in Australien als „häufig, aber gefährdet“ (common, but vulnerable) eingestuft.

### Haltung
Privatpersonen dürfen keine Schnabeltiere halten, Tiergärten brauchen eine Sondergenehmigung. Die Haltung dieser Tiere wird aufgrund der hohen Ansprüche an den Lebensraum als schwierig eingestuft; im 19. Jahrhundert gingen noch fast alle in menschlicher Gefangenschaft gehaltenen Tiere ein. Erst in jüngerer Zeit gelang es, die notwendigen Erkenntnisse für eine artgerechte und erfolgreiche Haltung zu gewinnen. Von diesen Schwierigkeiten zeugt auch die Tatsache, dass es – von einem Einzelfall und Erstzucht 1943 im Zoo Victoria abgesehen – erst ab 1998 öfter möglich wurde, die Tiere in Gefangenschaft zu züchten. Das Privileg der Haltung ist heute nur wenigen Institutionen, darunter dem Zoo Victoria und Sydney, vorbehalten. Aufgrund des hohen Nahrungsbedarfs sind besonders die Kosten für das Futter enorm hoch. Außerdem sind zur Haltung von Schnabeltieren spezielle Anlagen notwendig, da diese gegen elektrische Wellen und Felder isoliert sein müssen, um die Elektrorezeptoren der Tiere nicht zu stören. Diese Anlagen gewähren den Besuchern oft auch einen Unterwassereinblick. Der Export lebender Tiere aus Australien ist gänzlich verboten. In Europa kommen lediglich Rotterdam und Leipzig als potenzielle ehemalige Halter in Betracht.

### Schnabeltiere in der Kultur
Das Schnabeltier gilt als Inbegriff des biologischen Kuriosums, was zum Beispiel im Buchtitel Kant und das Schnabeltier von Umberto Eco zum Ausdruck kommt. Bekannt wurde auch Robert Gernhardts gleichnamiges Gedicht, veröffentlicht u. a. in Reim und Zeit, Reclam, Stuttgart 2001. In der Einleitung zum Film Dogma aus dem Jahr 1999 wird das Schnabeltier als Beispiel dafür angeführt, dass Gott Humor haben muss.
Die Gattung des Schnabeltiers wurde einem jüngeren Publikum durch die Zeichentrickserie Phineas und Ferb näher gebracht. Die Sendung geht in manchen Episoden auf die Kuriositäten der Schnabeltiere ein.

## Systematik und Entwicklungsgeschichte

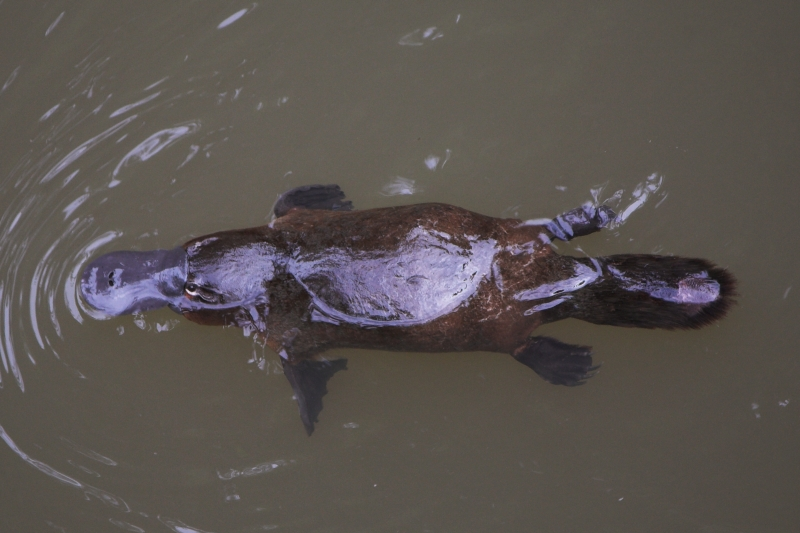
Schnabeltier im Broken River in Queensland

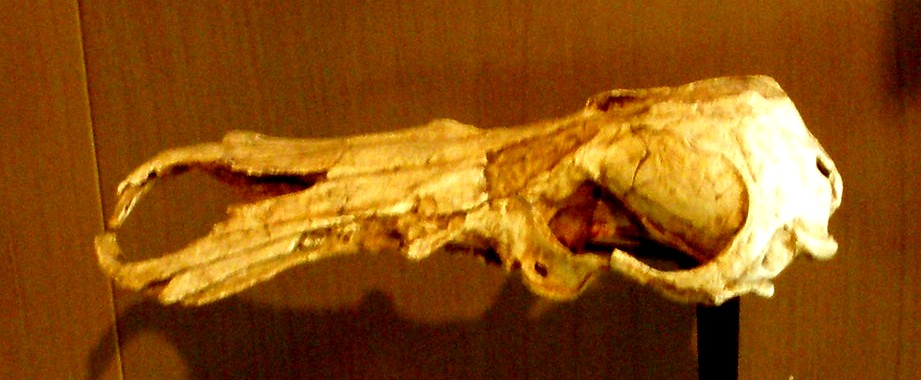
Schädel von Obdurodon dicksoni im American Museum of Natural History in New York

Das Schnabeltier gilt als ein lebendes Fossil. Anders als die modernen Säugetiere und die Beutelsäuger legen die Kloakentiere Eier, eines der als urtümlich betrachteten Merkmale, das ihnen die Bezeichnung „Ursäuger“ eingebracht hat. Schnabeltiere und ihre Verwandten, die Ameisenigel, teilen drei charakteristische Säugetiermerkmale: die drei Gehörknöchelchen (Hammer, Amboss und Steigbügel), das Vorhandensein von Haaren und die Ernährung der Jungtiere mit Milch. Obwohl die frühesten Säugetiere wahrscheinlich eierlegend waren, sind die Schnabeltiere nicht die Vorfahren der Beutel- oder Plazentatiere, sondern stellen einen spezialisierten Seitenzweig dar.
Die fossile Geschichte der Schnabeltierverwandten ist dürftig belegt. Die ältesten bekannten Fossilien stammen aus der Kreidezeit und wurden im südöstlichen Australien gefunden. Es handelt sich um Kieferknochen der Gattungen Steropodon und Teinolophos, die wohl nahe Verwandte des rezenten Schnabeltiers darstellen. Die Kieferknochen trugen noch Backenzähne, waren aber von der Größe her mit denen der heutigen Tiere vergleichbar. Auch eine Gattung aus dem Miozän, Obdurodon, hatte noch Zähne. In Argentinien wurden Zähne aus der Periode des Paläozän gefunden, die denen Obdurodons ähneln und sehr eindeutig als Zähne einer nahe verwandten Art erkennbar sind; sie waren allerdings doppelt so groß. Das zugehörige Tier wurde Monotrematum sudamericanum genannt, es ist bislang der einzige außeraustralische Fund eines Schnabeltierverwandten. Von der Gattung Ornithorhynchus sind die ältesten Funde rund 4,5 Millionen Jahre alt, vom heutigen Schnabeltier fand man bis jetzt keine Hinweise, die älter als 100.000 Jahre alt sind.
Der jüngste Fund eines 70 Millionen Jahre alten Kiefers in Südamerika dagegen belegt, dass die Schnabeltiere bereits in der Kreidezeit in Gondwana lebten. Das hier beschriebene Material besteht aus einem fragmentarischen rechten Kiefer, der den unteren Backenzahn 2 bewahrt und das für Kloakentiere charakteristische Dilambdodon-Muster zeigt. Der Backenzahn wurde aus Schichten der Chorrillo-Formation (obere Kreidezeit, frühes Maastrichtium) gesammelt, die in der südwestlichen Provinz Santa Cruz, Patagonien, Argentinien, anstehen. Das Exemplar wurde Patagorhynchus pascuali genannt.

## Trivia
In der Serie Phineas und Ferb aus den Jahren 2007 bis 2015 ist einer der Hauptcharaktere das Haustier Perry, ein Schnabeltier, das als Geheimagent (Agent P.) gegen Dr. Heinz Doofenshmirtz kämpft.
2022 veröffentlichte das französische Instrumental Metal Projekt Orbital Platypus ihr gleichnamiges Debütalbum, bei welchem das Schnabeltier nicht nur im Namen steckt (engl. platypus), sondern auch auf dem Albumcover zu sehen ist.